# Caucus
Als Estats Units s'entén per caucus el sistema de triar delegats a dos estats de la Unió (Iowa i Nevada), l'etapa preliminar en què cada partit decideix qui rebrà la nominació del seu partit a la presidència.
Cada partit polític reuneix a la gent que dona suport als diferents candidats de cada partit oficial. En aquesta reunió, el nombre de delegats s'assigna depenent de la quantitat de gent que hi ha en el districte electoral; hi ha una fórmula matemàtica que determina el nombre de vots que cal assolir en el caucus, els delegats són triats per representació proporcional.
Computats els resultats de les votacions en els estats, queda nomenat per cada partit el candidat a la presidència. El president resultarà de les eleccions finals, a les quals es presenta el candidat de cada partit.
La paraula caucus procedeix del llenguatge dels algonquins, una nació índia nord-americana, en la qual el terme caucauasu significa "reunió de caps de tribus". Sembla que va ser el Partit Demòcrata dels Estats Units qui va adoptar primer aquest terme, ja que en el seu moment era molt procliu a incorporar a l'anglès paraules ameríndies.